# Comisión de Defensa del Congreso de los Diputados
La Comisión de Defensa del Congreso de los Diputados es la comisión parlamentaria encargada de los asuntos relativos a la Administración militar, su personal y presupuesto, la industria militar española y, en definitiva, todos aquellos asuntos de la esfera de la defensa nacional. Su actual presidente desde el 4 de diciembre de 2023 es Alberto Fabra.

## Historia
La Comisión fue creada en 1943 con la denominación de Comisión de Defensa Nacional. Su primer presidente fue el procurador José Lorente Sanz. Esta comisión controlaba simultáneamente a tres ministerios, siendo éstos el Ministerio del Ejército, el Ministerio de Marina y el Ministerio del Aire. En 1977, la unificación de los ministerios militares bajo el Ministerio de Defensa produjo el cambio de denominación actual.

## Presidentes
| Presidente                      | Partido político    | Circunscripción                     | Mandato   |
| ------------------------------- | ------------------- | ----------------------------------- | --------- |
| José Lorente Sanz               | Movimiento Nacional | Ninguna, procurador por designación | 1943-1946 |
| Juan Vigón                      | Movimiento Nacional | Ninguna, procurador por designación | 1946-1958 |
| Agustín Muñoz Grandes           | Movimiento Nacional | Ninguna, procurador por designación | 1958-1964 |
| Carlos Asensio Cabanillas       | Movimiento Nacional | Ninguna, procurador por designación | 1964-1967 |
| Agustín Muñoz Grandes           | Movimiento Nacional | Ninguna, procurador por designación | 1967-1971 |
| Alfredo Galera Paniagua         | Movimiento Nacional | Ninguna, procurador por designación | 1971-1977 |
| Enrique Múgica Herzog           | PSOE                | Guipúzcoa                           | 1977-1979 |
| Alberto Oliart                  | UCD                 | Badajoz                             | 1979-1980 |
| Guillermo Medina González       | UCD                 | Sevilla                             | 1981-1982 |
| Guillermo Galeote Jiménez       | PSOE                | Córdoba                             | 1982-1986 |
| Juan Muñoz García               | PSOE                | Segovia                             | 1986-1989 |
| Carlos Sanjuán                  | PSOE                | Málaga                              | 1989-1996 |
| Alejandro Muñoz-Alonso          | PP                  | Madrid                              | 1996-2000 |
| Javier Rupérez                  | PP                  | Ciudad Real                         | 2000      |
| Rogelio Baón                    | PP                  | Madrid                              | 2000-2004 |
| Joaquín Leguina                 | PSOE                | Madrid                              | 2004-2008 |
| Ciprià Císcar                   | PSOE                | Valencia                            | 2008-2011 |
| Agustín Conde                   | PP                  | Toledo                              | 2012-2015 |
| Gabino Puche                    | PP                  | Jaén                                | 2015      |
| José María Barreda              | PSOE                | Ciudad Real                         | 2016-2019 |
| Juan Carlos Girauta             | Cs                  | Toledo                              | 2019      |
| José Antonio Bermúdez de Castro | PP                  | Salamanca                           | 2020-2022 |
| José Ignacio Echániz            | PP                  | Guadalajara                         | 2022-2023 |
| Alberto Fabra                   | PP                  | Castellón                           | 2023-     |

## Subcomisiones o ponencias

### Actuales
Actualmente la comisión no posee ninguna subcomisión o ponencia.

### Históricas
| Nombre                                                                         | Presidente                | Mandato                                        | Refs. |
| ------------------------------------------------------------------------------ | ------------------------- | ---------------------------------------------- | ----- |
| Ponencia estudio sobre el Servicio Militar                                     | -                         | 24 de abril de 1990-6 de junio de 1991         | [ 3 ] |
| Subcomisión de reforma del régimen transitorio de la Ley de la Carrera Militar | Agustín Conde (PP)        | 17 de abril de 2013-9 de julio de 2014         | [ 4 ] |
| Subcomisión de estudio del modelo de Reserva Militar Voluntaria                | -                         | 26 de mayo de 2015-27 de octubre de 2015       | [ 5 ] |
| Subcomisión de Régimen Profesional de los Militares de las Fuerzas Armadas     | José María Barreda (PSOE) | 22 de febrero de 2017-27 de septiembre de 2018 | [ 6 ] |

## Composición actual
| Mesa de la Comisión | Mesa de la Comisión | Mesa de la Comisión | Mesa de la Comisión                                                    | Mesa de la Comisión         | Mesa de la Comisión         | Mesa de la Comisión         | Mesa de la Comisión                | Mesa de la Comisión                    | Mesa de la Comisión                    |
| Presidente | Presidente | Vicepresidente primero | Vicepresidente primero                                                 | Vicepresidente segundo      | Vicepresidente segundo      | Vicepresidente segundo      | Secretario primero                 | Secretario segundo                     | Secretario segundo                     |
| --- | --- | --- | ---------------------------------------------------------------------- | --------------------------- | --------------------------- | --------------------------- | ---------------------------------- | -------------------------------------- | -------------------------------------- |
| José Antonio Bermúdez de Castro (PP) | José Antonio Bermúdez de Castro (PP) | Francisco Aranda Vargas (PSOE) | Francisco Aranda Vargas (PSOE)                                         | Antonio González Terol (PP) | Antonio González Terol (PP) | Antonio González Terol (PP) | Roser Maestro Moliner (UP)         | María del Pilar Rodríguez Gómez (PSOE) | María del Pilar Rodríguez Gómez (PSOE) |
| Miembros de la Comisión | | |                                                                        |                             |                             |                             |                                    |                                        |                                        |
| Grupo Socialista | Grupo Popular | Grupo VOX | Grupo Unidas Podemos                                                   | Grupo ERC                   | Grupo Plural                | Grupo Ciudadanos            | Grupo Vasco                        | Grupo EH Bildu                         | Grupo Mixto                            |
| - Zaida Cantera - Begoña Nasarre Oliva - Ana Botella Gómez - Eva Bravo Barco - Santos Cerdán León - Antidio Fagúndez Campo - José Manuel Franco - María Montserrat García Chavarría - Héctor Gómez Hernández - Esther Peña Camarero - José Antonio Rodríguez Salas | - Fernando Adolfo Gutiérrez Díaz de Otazu - María José García-Pelayo Jurado - Agustín Almodóbar Barceló - Juan Antonio Callejas Cano - Pablo Montesinos Aguayo - Jesús Postigo - María del Pilar Ramallo Vázquez | - Alberto Asarta - Carlos Hugo Fernández-Roca Suárez - Víctor González Coello de Portugal - Manuel Mestre Barea - Agustín Rosety Fernández de Castro | - Antón Gómez-Reino - Pedro Antonio Honrubia Hurtado - Roberto Uriarte | - Joan Josep Nuet           | - Míriam Nogueras           | - Pablo Cambronero Piqueras | - Joseba Andoni Agirretxea Urresti | - Jon Iñarritu                         | - Isidro Martínez Oblanca              |
| Fuente: | | |                                                                        |                             |                             |                             |                                    |                                        |                                        |